# Arvicanthis abyssinicus
Arvicanthis abysinnicus és una espècie de mamífer rosegador de la família dels múrids. Viu a altituds d'entre 1.600 i 3.800 msnm a Eritrea i Etiòpia. Els seus hàbitats naturals són els herbassars i els camps de conreu. És una espècie en risc mínim, és a dir, no sembla que hi hagi cap amenaça significativa per a la seva supervivència. El seu nom específic, abyssinicus, significa ‘abissini’ en llatí.